# Framework-spider
framework-spiderは日本人が制作したPHP4, PHP5で動作するオープンソースのWebアプリケーションフレームワーク。sourceforge.jpにて公開されApache2ライセンスのもと開発・配布されている。他のフレームワークと呼ばれるものに比べてコアのみ配布されており、コア自体はMVC切り分け、プログラムモジュール呼び出し機能のみ提供している。
近年Webアプリケーションフレームワークは言語問わず溢れているが、その多くはRuby on Railsの影響か開発効率をあげる為のソースコード自動生成機能などを保持している。
対してframework-spiderは、現在フレームワークと一般的に呼称されるアプリケーションビルダーとしての機能は有していないため、今となってはライトウェイトコンテナと呼ぶ方が正しいかもしれない。

## 機能と特徴
- HTMLテンプレート機能およびテンプレート結合機能
- ブラウザ毎の自動ページ振り分け
- プログラムモジュール呼び出し機能
- アクセスURL自動制御およびHTMLリンク自動調整機能

## 開発の経緯
framework-spider自体の開発着手は2004年にさかのぼる。当時はフレームワーク発表が活発で、Apache Strutsを皮切りにMVCフレームワークが多く開発・発表された。その後PHPにもテンプレートエンジンやフレームワークが多く発表されたが、作者がどれも気に入らなかったために自分の開発用フレームワークとして制作した。
当時発表のフレームワークとしてめずらしくないことだが、Apache StrutsとApache Tapestryの影響を受け、Action Chainの仕組みやHTMLテンプレートはウェブサイトの部品と考える思想を元に制作されている。同時期に普及が進んでいたAjaviやMojaviなどのフレームワークが提供するGETパラメータの受け渡しでアプリケーションのプログラムモジュール呼び出しや利用テンプレートが決定される仕組み、つまりアクセスユーザーがそれを指定できる仕組みに制作者が反発しているため、アクセスURIごとに呼び出しプログラムモジュールやテンプレートファイルを指定するファイルを配置する仕組みを採用している。